# 박수문
박수문 (朴守文) 고려의 전기 공신이다. 본관은 평주(平州)이다.

## 생애
대광위(大匡尉) 박지윤(朴遲胤)의 아들이며, 태조의 제27비 월경원부인(月鏡院夫人)의 아버지이다. 
또한 같은 공신이고 태조의 제28비 몽량원부인(夢良院夫人)의 아버지인 박수경(朴守卿)의 형이기도 하다. 그는 아우 박수경(朴守卿)의 전공(戰功)의 덕을 입어 925년에 원윤(元尹)에서 원보(元甫)가 되었으며 936년(태조 19)에는 대상(大相)에 올랐다. 
947년(정종 2)에는 대광(大匡)이 되어 덕창진(德昌鎭)에 성을 쌓은 바 있고, 서경왕성(西京王城) 및 철옹(鐵甕 ; 지금의 평안남도 맹산), 박릉(博陵 ; 지금의 평안북도 박천), 삼척(三陟), 통덕(通德 ; 지금의 평안남도 숙천) 등에 성을 쌓은 바 있다. 뒤에 벼슬이 태위삼중대광(太尉三重大匡)에 이르렀다.

## 가계
- 아버지 : 박지윤(朴遲胤)
- 어머니 : ?
  - 누이 : 성무부인(聖茂夫人)
  - 동생 : 박수경(朴守卿, ?~964)
    - 딸 : 월경원부인(月鏡院夫人)
    - 사위 : 태조(太祖, 877~943 재위: 918~943)

## 박수문이 등장하는 작품
- 《태조 왕건》(KBS, 2000년~2002년, 배우:김경응)
- 《제국의 아침》(KBS, 2002년~2003년, 배우:김영인)

## 참고 문헌
- 고려사(高麗史)
- 고려사절요(高麗史節要)
- 조선금석총람(朝鮮金石總覽)
- 고려(高麗) 벌족(閥族)에 관한 연구(硏究) (황운룡, 친학사, 1978)[쪽 번호 필요]